# 楊氏節孝坊
24°48′11″N 120°57′53″E / 24.803113°N 120.964586°E
楊氏節孝坊，是位在臺灣新竹市北區石坊里的節孝坊，建於清代道光四年（1824年），為北臺灣最早的石坊，列為新竹市文化資產。

## 建立
嘉慶二十一年（1816年），淡水廳同知張學溥和地方人士共同著手興建新竹孔廟，代表著竹塹城已從乾隆時期的拓殖型社會步入了文治社會，此時建立竹塹第一座貞節牌坊，更意味中原文化的價值觀進一步深入。原本二十四歲時喪夫、四十五歲時去世的林熾妻子楊居娘未滿五十歲是不符合資格，但因守節二十一年且撫孤孝親，而特予獲准。過去竹塹是淡水廳治所在地，《淡水廳誌》紀錄有二百一十四位女子是符合申請興建石坊資格，但因程序和條件繁瑣，且經費不多，因此真正建坊只有少數有功名或富商。如楊居娘其子林德修曾在官方支持下，與客家人姜秀鑾組織俗稱「金廣福大隘」的拓墾組織，開墾今日北埔鄉、寶山鄉、峨眉鄉等。
嘉慶二十四年（1819年），經閩浙總督董教增、福建巡撫史致光、福建提督學政吳椿、台灣知府鄭佐廷等八人簽准興建。官方目的是藉由貞潔牌坊的設立，達到表彰和教化功能，故都設在人車出入的繁華地。像楊氏節孝坊所在的石坊街，在清治時期俗稱「大街」，因旁有淡水廳治的考棚、順興客棧，為當時桃竹苗考生、販商落腳之處。這處也是進出竹塹城西門必經街巷，及南大官道必經之路，鄰近潛園、新竹天后宮、明志書院、淡水廳署等，使得此坊更顯突出。

## 外觀

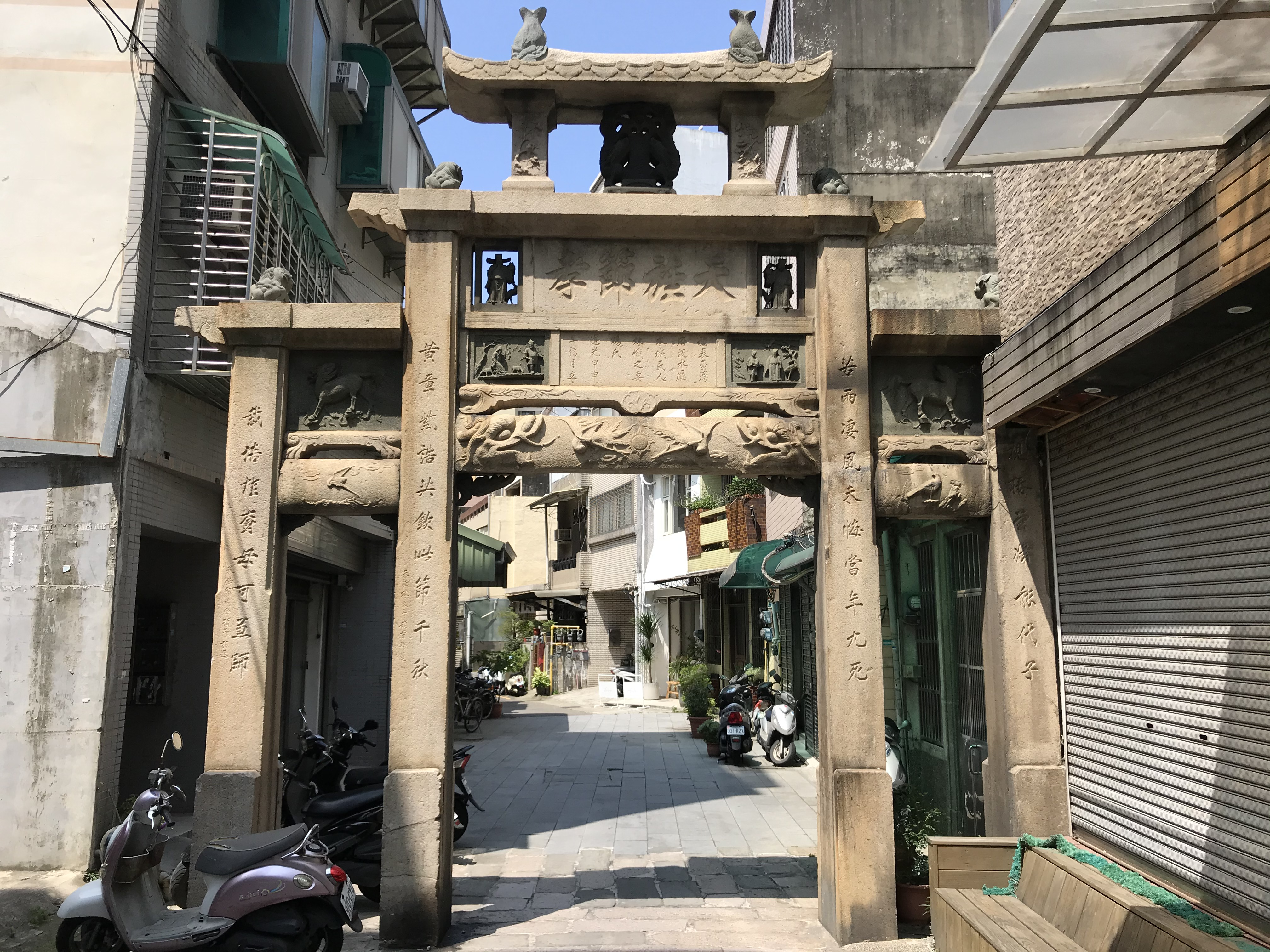
楊氏節孝坊陰面

這座道光四年（1824年）落成的牌坊不僅是北臺灣第一座石坊，其構築形式四柱三間三層，更是臺灣牌坊三層形式的先例。後來在湳雅興建的江氏節烈坊、張氏節孝坊、蘇氏節孝坊、李錫金孝子坊，均參考這座石坊格局。
今日旅客從西大路進入石坊街，首先看到的是楊氏節孝坊的陰面，乃雙鳳呈祥者的雕刻，雙龍搶珠的陽面則朝向城外。整體雕刻主題是蘇武牧羊及乳姑不怠，側邊並列有荷、葵、茶、蘭「四逸」及龍、鳳、麟、龜「四靈」之陪襯雕飾。牌坊由泉州白石及青斗石所建造，最上層為雙龍環拱的聖旨牌，中層額坊間填以石匾寫著「天旌節孝」，下層石匾則記載節孝事蹟。
由於楊居娘非顯要出身的節婦，由名人題刻的柱聯僅兩幅，所以兩面相同，在牌坊中是相當罕見。其中「苦雨凄風未悔當年九死；黃章紫誥共欽此節千秋」是郭成金的手筆，他和鄭用錫一起到京城考進士。
因年久失修、牌坊上的零件被竊，再加上柱樑上的字跡蒙塵，市府乃編預算整修，也恢復原有的石板路，預算花費約近新台幣一百萬元。由市府民政局禮俗課長徐俊榮等人先會同承包商於1997年8月9日勘查。